# Laura Urdapilleta
Laura Urdapilleta (Guadalajara, Jalisco, 2 de febrero de 1932 - Ciudad de México, 11 de febrero de 2008) fue una bailarina, maestra y coreógrafa mexicana, fundadora del Ballet Clásico de México, que posteriormente pasaría a llamarse Compañía Nacional de Danza; también fue maestra, evaluadora y ensayadora de la Escuela Nacional de Danza Clásica y Contemporánea del Instituto Nacional de Bellas Artes de México.

## Datos biográficos
Inicialmente hizo estudios de piano y arte dramático. Ya en 1941 comenzó sus estudios de danza con los maestros Olga Escalona y Nelsy Dambré, y luego con Gloria Campobello, Michael Panieff y Sergio Francheli, hasta 1945.
En 1947, con apenas 15 años, hizo su debut profesional con la compañía de Ballet de la Ciudad de México, y en 1978 se convirtió en la directora artística de la compañía.
Luego de su retiro de los escenarios, fundó una Escuela de Ballet Clásico, en Ciudad Juárez, Chihuahua.
En 1988 ingresó al Centro Nacional de Investigación, Documentación e Información de la Danza José Limón.

## Premios y reconocimientos
Recibió variados premios y reconocimientos a lo largo de su carrera:
- Medalla de Oro del Gobierno de Jalisco como Hija Predilecta del estado. 1965
- Medalla de Oro de Bellas Artes. Instituto Nacional de Bellas Artes. 1970.
- Premio Artista del Pueblo. Gobierno del Distrito Federal, México. 1970.
- Trofeo en el Festival Internacional de Guadalajara. 1973.
- Medalla del Festival Internacional de la Plata. Taxco. 1973.
- Medalla de Oro en el Año Internacional de la Mujer. Gobierno del Estado de Campeche. 1995.
- Llaves de la Ciudad de Córdova, Veracruz. 1995.
- Medalla de Oro de Bellas Artes por sus 50 años de vida artística. 1995.